# Markus Thommes
Markus Thommes (* 18. Januar 1978 in Magdeburg) ist deutscher Pharmazeut und Hochschullehrer.

## Leben
Thommes studierte von 1997 bis 2001 Pharmazie an der Martin-Luther-Universität Halle-Wittenberg. 2002 erhielt er ein Diplom in Pharmazie. Anschließend arbeitete er als Praktikant in der Viktoria-Apotheke in Halle und erhielt im November 2002 die Apotheker-Lizenz. Von 2003 bis 2006 absolvierte er ein Doktorandenstudium am Institut für Pharmazeutik und Biopharmazeutik der Martin-Luther-Universität Halle-Wittenberg und an der Heinrich-Heine-Universität Düsseldorf. Danach beschäftigte er sich bis Ende 2006 zunächst als Postdoktorand mit Forschungen am Institut für Pharmazeutik und Biopharmazeutik der Heinrich-Heine-Universität Düsseldorf, in 2007 am Department of Industrial and Physical Pharmacy an der Purdue University in West Lafayette, in den USA. 2008 kehrte er nach Düsseldorf zurück und war bis 2014 Assistenzprofessor im Akademischen Rat des Instituts für Pharmazeutik und Biopharmazeutik der Heinrich-Heine-Universität.
Im Oktober 2014 wurde Thommes auf den Lehrstuhl für Feststoffverfahrenstechnik an der Fakultät für Bio- und Chemieingenieurwesen der TU Dortmund berufen.

## Auszeichnungen
- 2008: Lesmüller Posterpreis, Deutschen Pharmazeutische Gesellschaft
- 2009: Rottendorf-Preis für Pharmazie und Pharmakologie
- 2010: Best Poster Award, Central European Symposium on Pharmaceutical Technology

## Schriften (Auswahl)
Monografien
- Systematische Untersuchungen zur Eignung von κ-Carrageenan als Pelletierhilfsstoff in der Feuchtextrusion, Sphäronisation. Cuvillier, Göttingen 2006, ISBN 3-86537-953-2, zugleich Hochschulschriff Universität Düsseldorf, Düsseldorf 2006.

Beiträge
- Miniaturization in Pharmaceutical Extrusion Technology: Feeding as a Challenge of Downscaling. In: American Association of Pharmaceutical Scientists: AAPS PharmSciTech Bd. 13, 9. Dezember 2011, Nr. 1, S. 94–100.
- New Insights into the Pelletization Mechanism by Extrusion/Spheronization. In: American Association of Pharmaceutical Scientists: AAPS PharmSciTech Bd. 11, 2. November 2010, Nr. 4, S. 1549–1551.
- Quantification of Mass Transfer During Spheronisation. In: American Association of Pharmaceutical Scientists: AAPS PharmSciTech Bd. 13, 14. März 2012, Nr. 2, S. 493–497.